# Amtsgericht Pinne
Das Amtsgericht Pinne war ein preußisches Amtsgericht mit Sitz in Pinne (Provinz Posen).

## Geschichte
Das königlich preußische Amtsgericht Pinne wurde mit Wirkung zum 1. Oktober 1879 als eines von neun Amtsgerichten im Bezirk des Landgerichtes Posen im Bezirk des Oberlandesgerichtes Posen gebildet. Der Sitz des Gerichtes war  Pinne. Sein Gerichtsbezirk umfasste aus dem Kreis Buk den Stadtbezirk Neustadt bei Pinne, die Gemeindebezirke Brodki und Brody und der Gutsbezirk Brody aus dem Polizeidistrikt Kuschlin und die Gemeindebezirke Dürnbund, Konin, Linde, Neufeld, Neustadt, Tarnowce, Wymyslanke, Zembowo und Zgierzynka und die Gutsbezirke Dürnbund, Konin, Linde, Neustadt, Posadowo, Zembowo und Zgierzynka aus dem Polizeidistrikt Neustadt bei Pinne. Weiterhin umfasste er aus dem Kreis Samter den Stadtbezirk Pinne und den Polizeidistrikt Pinne. Am Gericht bestanden 1880 zwei Richterstellen. Das Amtsgericht war damit ein kleiners Amtsgericht im Landgerichtsbezirk. Der Amtsgerichtsbezirk kam aufgrund des Versailler Vertrages 1919 zu Polen, und das Amtsgericht stellte seine Arbeit ein. An seine Stelle trat das polnische Sąd Powiatowy w Pniewach. Im Jahre 1939 wurde Polen deutsch besetzt. Im Rahmen der Neuorganisation der Gerichte in Ostdeutschland und im ehemaligen Polen wurden das Amtsgericht Pinne neu gebildet und erneut dem Landgericht Posen zugeordnet.
Im Jahre 1945 wurde der Amtsgerichtsbezirk unter polnische Verwaltung gestellt, und die deutschen Einwohner wurden vertrieben. Damit endete auch die Geschichte des Amtsgerichtes Pinne.